# Rock Bottom Remainders
Rock Bottom Remainders — американський музичний гурт, що грає в стилі рок-н-рол. До його складу входять письменники, більшість з яких є музикантами-початківцями та авторами популярних англомовних книг, журналів та газет. Гурт вибрав собі насмішкувату/самоіронічну назву, що походить від видавничого терміну «залишкова книга» (англ. «remaindered book»). Він означає розпродаж книжкових залишків. Своїми концертами члени гурту зібрали 2 млн доларів на доброчинність.
Серед членів гурту були Дейв Баррі, Стівен Кінг, Емі Тан, Синтія Хеймел, Сем Баррі, Рідлі Пірсон, Скот Туров, Джоел Селвін, Джеймс Макбрайд, Мітч Елбом, Рой Блаунт-молодший, Барбара Кінґсолвер, Роберт Фулум, Метт Ґрейнінґ, Тед Бартімус, Грег Айлз, Арон Ралстон та поважна членкиня Майя Енджелоу. До гурту також входили такі професійні музиканти як мульти-інструменталіст (та автор) Ел Купер, барабанщик Джош Келлі, гітарист Роджер МакҐуін та саксофоніст Еразмо Пауло. Засновниця гурту Кеті Камен Голдмарк померла 24 травня 2012 року.

## Історія
Гурт був заснований Кеті Камен Голдмарк у 1992 році. У той час Кеті була музиканткою, чиєю основною роботою була публіцистика. Завдяки цьому вона зустріла багатьох плідних авторів. Одного дня, коли вона роз'їжджала на машині з одним з авторів, їй на думку прийшло створити з них музичний гурт. Ця ідея прижилася. Перший виступ відбувся в 1992 році на з'їзді Американської асоціації книготорговців в Анахаймі, штат Каліфорнія. Щоденна газета The Washington Post у своєму огляді на концерт назвала його «найбільш просунутим музичним дебютом з часів The Monkees».
The Remainders також зіграли на відкритті Зали слави рок-н-ролу у Клівленді, штат Огайо в 1995 році.
У квітні 2010, вони почали Словниковий Тур (Wordstock Tour) представлений Фондом Пірстон та сайтом «Ми даємо книги» (We Give Books), зібрані кошти пішли на благодійність для дітей та шкіл Гаїті.
Свій останній концерт гурт дав 23 червня, 2012 р. На щорічній конференції Американської бібліотечної асоціації в Анахаймі, де вони дали свій перший концерт за 20 років до того. Захід, одним зі спонсорів якого була компанія ProQuest, зібрав гроші для стипендій на бібліотекознавство.
The Remainders востаннє виступали разом 6 серпня 2012 в Пізньому, пізньому шоу з Крейгом Фергюсоном, на якому Стівен Кінг та Дейв Баррі були гостями.
У вересні 2014 року було оголошено, що The Remainders об'єднаються для виступу на фестивалі книг у Тусоні, штат Аризона у березні 2015. 15 березня 2015 р. у синдикованому недільному кросворді Мерла Ріглі було посилання на возз'єднання гурту. Кросворд називався «Книжкові примітки» і містив назву гурту та гру слів пов'язану з іменами письменників-членів гурту.

## Цитати
- «Ми граємо музику так само як Metallica пише романи.» — Дейв Баррі
  - «Rock Bottom Remainders? Хто, чорт візьми, вони такі?» — Кірк Геммет, Metallica
- «Я взяв одну з двох гітар, які я використовував, і перед самим початком виступу Стівен Кінг поплескав мене по плечу і сказав: „У нас є особливий гість“. Я обернувся і там був Брюс Спрінґстін. Я досі не знаю, як він опинився там. Я не вірю, що він книготорговець. Все, що я знаю, він підняв іншу гітару. Мою гітару. „Брюсе, — сказав йому я, — Ви знаєте гітарну партію з пісні Gloria?“ Це так само, якби я запитав Джеймса Міченера, чи знає він, як пишеться його ім'я.» — Дейв Баррі
  - «Ваш гурт не такий вже і поганий. Але і не досить гарна. Не намагайтеся стати краще, бо ви станете ще одним паршивим гуртом.» — Брюс Спрінґстін
- «Люди кидають трусики на вас. Звичайно, на моїх автограф-сесіях вони такого ніколи не зроблять» — Метт Ґрейнінґ
- «Там існує аудиторія і ключ, щоб заштовхнути його в дупу» — Стівен Кінг
- «Roy насправді придумали термін для нашого жанру музики — важко прослуховувана музика» — Дейв Баррі
- «Критика більшості людей така ж корисна, як цицьки священника» — Джоел Селвін[11]

## Концерти
- 1992 рік, Анахайм, штат Каліфорнія: з'їзд Американської асоціації книготорговців
- 1993 рік, різні міста: тур «Three Chords and an Attitude» — загалом 6 міст на східному узбережжі США
- 1995 рік, Клівленд, штат Огайо: відкриття Зали слави рок-н-ролу
- Гурт у складі якого були Баррі, Елбом, Рідлі Пірсон та Ворен Зівон зіграв на книжковому ярмарку в Маямі в 1997 році.
- 2012 рік, Анахайм, штат Каліфорнія: конференції Американської бібліотечної асоціації

## Кавери пісень
- «Gloria»
- «If the House is a Rockin’…»
- «In the Midnight Hour» (The Rock Bottom Remainders виконали цю пісню під час виступу на Пізньому, пізньому шоу з Крейгом Фергюсоном[en]. Ведучий Крейг Фергюсон — автор бестселера Між мостом та річкою — зіграв на барабанах. Перед виступом він пожартував, що єдина причина, чому він хотів написати книжку полягала в тому, що він хотів зіграти в цьому гурті. Дейв Баррі був одним із гостей на шоу)
- «Louie, Louie» (Метт Ґрейнінґ стверджує, що він використав недвозначну інтерпретацію текстів і Дейв Баррі заявив, що це було настільки брудно, що до конституції США повинні бути внесені поправки, які б заборонили пісню)
- «Rockaway Beach»
- «Stand By Me»
- «These Boots Are Made for Walking»
- «Wild Thing» (одного разу під час ефіру телешоу Чекайте чекайте… Не кажіть мені![en] Баррі виявив, що ця пісня — їх внутрішній жарт, з тих часів Рой Блаунт-молодший на вокалі завжди не попадає в ноти на словах «Ви рухаєте мене».
- «You Ain't Goin’ Nowhere»
- «You Can't Judge a Book by Its Cover»
- «You May Be Right»
- «Surfin’ Bird»
- «Leader of the Pack» виконана у Денвері для мера (в той час) Джона Гікенлупера
- «Dock of the Bay» з Барбарою Кінгсолвер на вокалі.[12]